# James Nachtwey

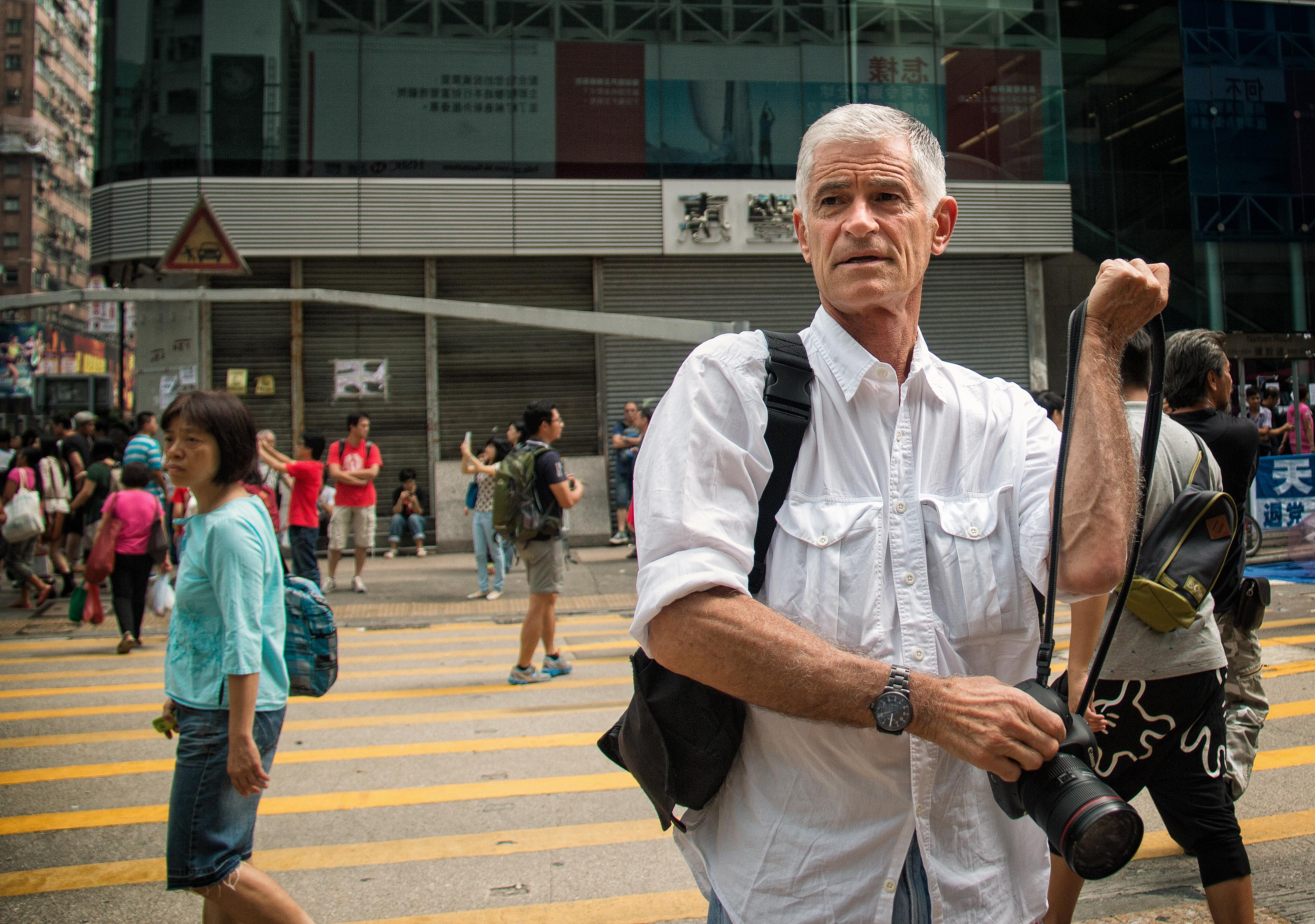
El fotògraf James Nachtwey

James Nachtwey (Syracuse (Nova York), 14 de març de 1948) és un fotoperiodista i fotògraf de guerra americà.
Va créixer a Massachusetts i es graduà a la Universitat de Dartmouth, on estudià Història de l'Art i Ciències polítiques (1966–70).
Ha estat guardonat amb la Medalla d'Or Robert Capa en cinc ocasions. El 2003 fou ferit per una granada en un atac patit mentre feia fotos per la revista Time com a corresponsal a Bagdad on estava fent un reportatge. L'1 de febrer de 2014 fou ferit per una bala a la cama esquerra mentre fotografiava protestes polítiques a Tailàndia.